# Новогригорівський заказник

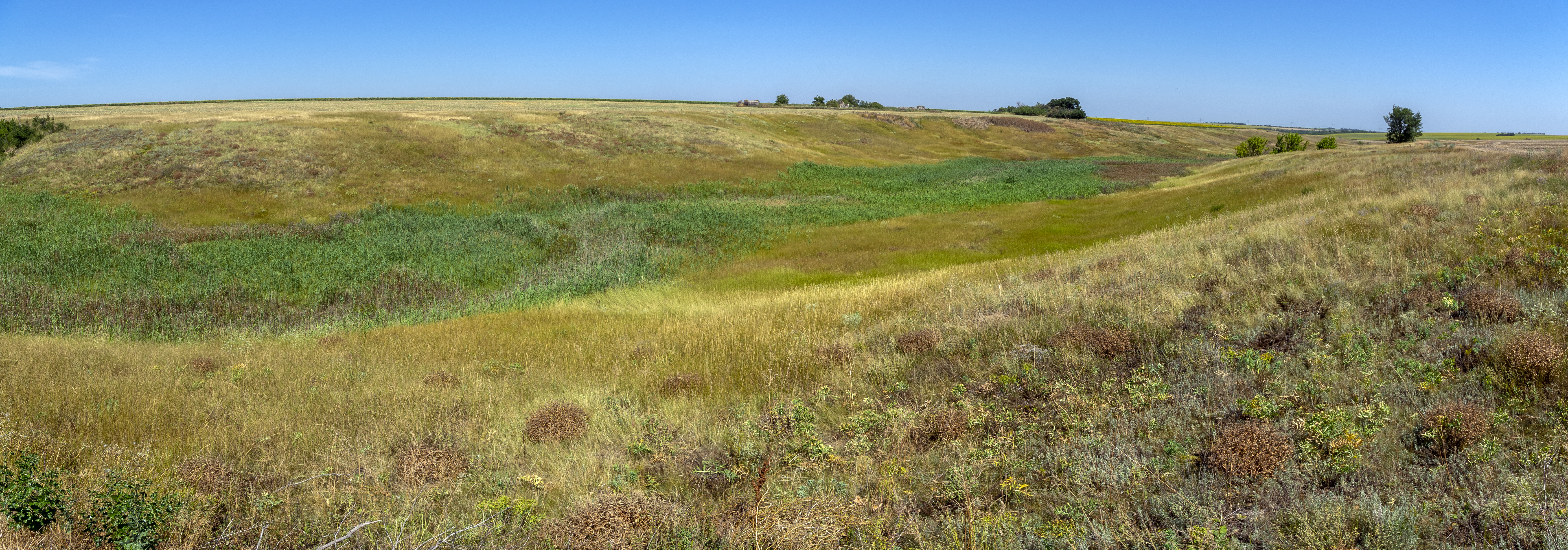
Південна балка заказника

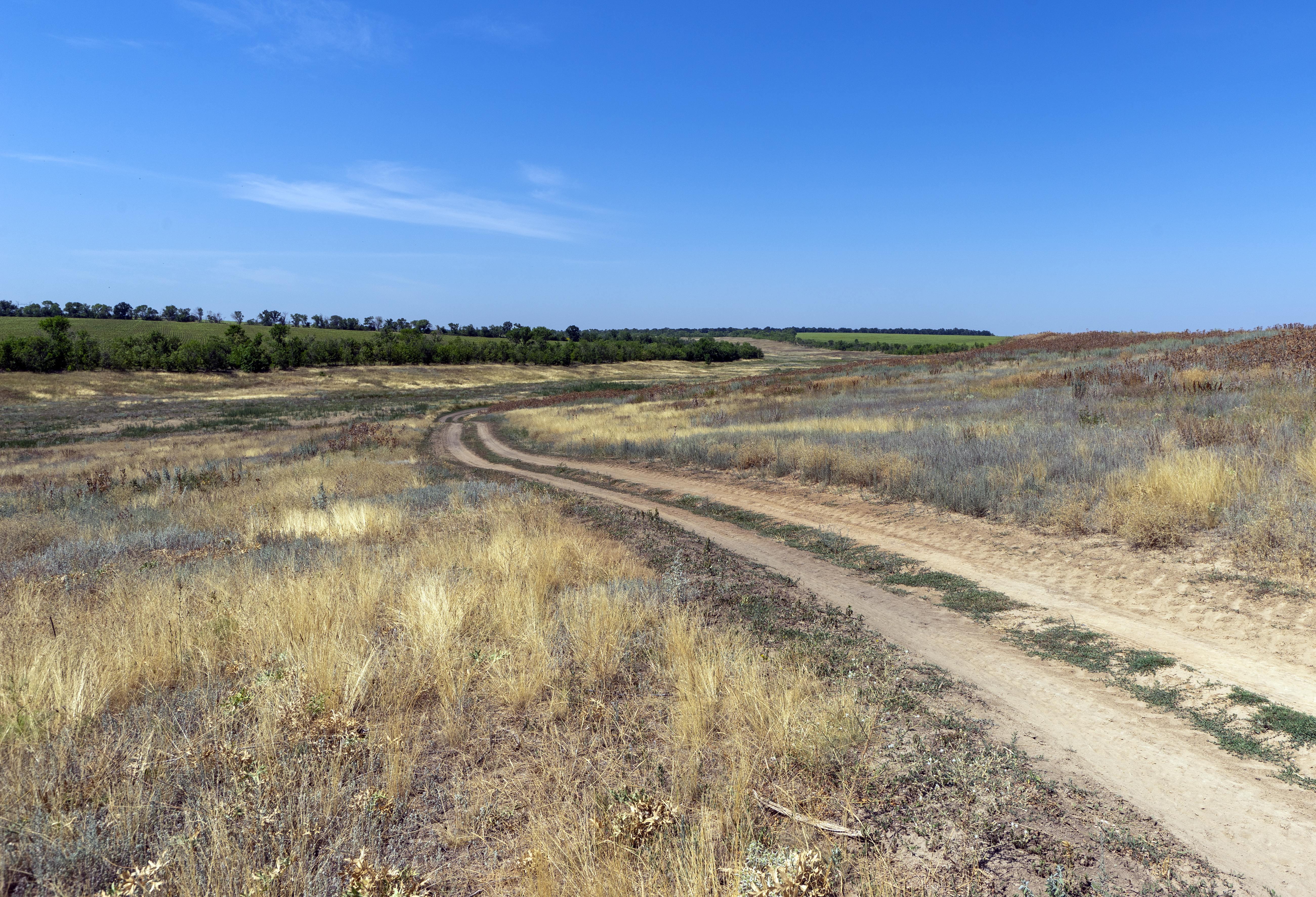

Новогригорівський заказник — ландшафтний заказник місцевого значення в Україні. Заказник розташований на захід від села Павлівка Васильківського району та включає в себе три лівобережних балкових систем нижньої течії басейну річки Верхньої Терси, що прямують з південного заходу на північний схід паралельно одна одній.
Площа 338,87 га, створений у 2009 році.
Під охороною — привододільно-балкові схилові, тальвегові та водно-болотяні ландшафти з багатоманітною флорою та фауною. Степові екосистеми представляють чи не найбільшу цінність.
Також до заказника відносяться польові лісосмуги.